# Josep Reche Bastidas
Josep Reche Bastidas (Olesa de Montserrat, 17 de julio de 1955) es un deportista español que compitió en tiro con arco, en la modalidad de arco recurvo. Ganó una medalla de bronce en el Campeonato Europeo de Tiro con Arco en Sala de 1998, en la prueba de equipo.

## Palmarés internacional
| Campeonato Europeo en Sala | Campeonato Europeo en Sala | Campeonato Europeo en Sala | Campeonato Europeo en Sala |
| Año                        | Lugar                      | Medalla                    | Prueba                     |
| -------------------------- | -------------------------- | -------------------------- | -------------------------- |
| 1998                       | Oldenburgo (Alemania)      | Medalla de bronce          | Equipo                     |